# Oreste Puliti
Oreste Puliti (18 de fevereiro de 1891 – 5 de fevereiro de 1958) foi um esgrimista italiano que participou dos Jogos Olímpicos de Verão de 1920, de 1924 e de 1928, sob a bandeira da Itália.